# Seznam dílů seriálu Star
Toto je seznam dílů seriálu Star. Americký dramatický televizní seriál Star měl premiéru 14. prosince 2016 na stanici Fox. Dne 10. května 2019 byl seriál stanicí Fox po třech odvysílaných řadách zrušen.

## Přehled řad
| Řada | Díly | Premiéra v USA    | Premiéra v USA  |
| Řada | Díly | První díl         | Poslední díl    |
| ---- | ---- | ----------------- | --------------- |
| 1    | 12   | 14. prosince 2016 | 15. března 2017 |
| 2    | 18   | 27. září 2017     | 23. května 2018 |
| 3    | 18   | 26. září 2018     | 8. května 2019  |

## Seznam dílů

### První řada (2016–2017)
| Č. v seriálu | Č. v řadě | Původní název       | Režie             | Scénář                                     | Premiéra v USA    |
| ------------ | --------- | ------------------- | ----------------- | ------------------------------------------ | ----------------- |
| 1            | 1         | Pilot               | Lee Daniles       | Lee Daniels a Tom Donaghy                  | 14. prosince 2016 |
| 2            | 2         | The Devil You Know  | Lee Daniels       | Lee Daniels a Tom Donaghy                  | 4. ledna 2017     |
| 3            | 3         | Next of Kin         | Paul McCrane      | Jessica Sharzer                            | 11. ledna 2017    |
| 4            | 4         | Code of Silence     | Rose Troche       | Kimberley Ann Harrison                     | 18. ledna 2017    |
| 5            | 5         | New Voices          | Tamra Davis       | Denitria Harris-Lawrence a Thomas Westfall | 25. ledna 2017    |
| 6            | 6         | Infamous            | Michael Schultz   | Charles Cuesta                             | 1. února 2017     |
| 7            | 7         | Black Wherever I Go | Kevin Tancharoen  | Arabella Anderson a Jamila Daniel          | 8. února 2017     |
| 8            | 8         | Mama's Boy          | Millicent Shelton | Gladys Rodriguez                           | 15. února 2017    |
| 9            | 1         | Alibi               | J. Miller Tobin   | Kimberley Ann Harrison                     | 22. února 2017    |
| 10           | 10        | Boy Trouble         | John Krokidas     | Denitria Harris-Lawrence                   | 1. března 2017    |
| 11           | 11        | Saving Face         | Paul McCrane      | Jessica Sharzer                            | 8. března 2017    |
| 12           | 12        | Showtime            | Tamraa Davis      | Tom Donaghy a Charles Pratt Jr.            | 15. března 2017   |

### Druhá řada (2017–2018)
| Č. v seriálu | Č. v řadě | Původní název                      | Režie                      | Scénář                               | Premiéra v USA     |
| ------------ | --------- | ---------------------------------- | -------------------------- | ------------------------------------ | ------------------ |
| 13           | 1         | The Winner Takes it All            | Lee Daniels                | Karin Gist                           | 27. září 2017      |
| 14           | 2         | Insecure                           | Chris Robinson             | Kimberly Ann Harrison                | 4. října 2017      |
| 15           | 3         | FUA...Good Night!                  | Paul McCrane               | Robert Munic                         | 11. října 2017     |
| 16           | 4         | It Ain't Over                      | John Peter Kousakis        | Tom Donaghy                          | 18. října 2017     |
| 17           | 5         | May the Best Manager Win           | Bille Woodruff             | Katie Wech                           | 8. listopadu 2017  |
| 18           | 6         | Faking It                          | Tamra Davis                | Jen Klein                            | 15. listopadu 2017 |
| 19           | 7         | Ghetto Symphony                    | Chris Robinson             | Jewel McPherson                      | 29. listopadu 2017 |
| 20           | 8         | A House Divided                    | Paul McCrane               | Esterlou Weithers a Moises Zamora    | 6. prosince 2017   |
| 21           | 9         | Climax                             | Bille Woodruff             | Kimberly Ann Harrison                | 13. prosince 2017  |
| 22           | 10        | Rise From the Ashes                | Kevin Tancharoen           | Tom Donaghy a Robert Munic           | 28. března 2018    |
| 23           | 11        | Take it to Church                  | Salli Richardson-Whitfield | Leo Richardson                       | 4. dubna 2018      |
| 24           | 12        | Dreamers                           | Millicent Shelton          | Katie Wech                           | 11. dubna 2018     |
| 25           | 13        | Forward (E)Motion                  | Jamie Travis               | Jen Klein                            | 18. dubna 2018     |
| 26           | 14        | After the Set, It's the Afterparty | John Krokidas              | Ester Lou Weithers                   | 25. dubna 2018     |
| 27           | 15        | Let the Good Times Roll            | Chris Robinson             | Jewel McPherson a Leo Richardson     | 2. května 2018     |
| 28           | 16        | Take It or Leave It                | Paul McCrane               | Moises Zamora                        | 9. května 2018     |
| 29           | 17        | Mrs. Rivera                        | Tamra Davis                | Kimberly Ann Harrison a Nina Gloster | 16. května 2018    |
| 30           | 18        | Thirty Days to Famous              | John Krokidas              | Karin Gist a Jen Klein               | 23. května 2018    |

### Třetí řada (2018–2019)
| Č. v seriálu | Č. v řadě | Původní název             | Režie             | Scénář                                   | Premiéra v USA     |
| ------------ | --------- | ------------------------- | ----------------- | ---------------------------------------- | ------------------ |
| 31           | 1         | Secrets & Lies            | Bille Woodruff    | Kimberly Ann Harrison                    | 26. září 2018      |
| 32           | 2         | Who's the Daddy           | Chris Robinson    | Nina Gloster a David Gould               | 3. října 2018      |
| 33           | 3         | A Family Affair           | Ruben Garcia      | Randy Huggins a Jewel McPherson          | 10. října 2018     |
| 34           | 4         | All Falls Down            | Cheryl Dunye      | Michael C. Martin a Ester Lou Weithers   | 17. října 2018     |
| 35           | 5         | Someday We'll All Be Free | Janice Cooke      | Leo Richardson a Jordan E. Cooper        | 31. října 2018     |
| 36           | 6         | Ante Up                   | John Krokidas     | Randy Huggins, Rebecca Boss a Chris Masi | 7. listopadu 2018  |
| 37           | 7         | Karma                     | Erica Watson      | Kimberly Ann Harison a Nina Gloster      | 14. listopadu 2018 |
| 38           | 8         | Roots and Wings           | Scott Peters      | Jewel McPherson                          | 28. listopadu 2018 |
| 39           | 9         | Zion                      | Bille Woodruff    | Karin Gist                               | 5. prosince 2018   |
| 40           | 10        | When Stars Fall           | Chris Robinson    | Ester Lou Weithers                       | 13. března 2019    |
| 41           | 11        | Watch the Throne          | Anna Mastro       | Michael C. Martin                        | 20. března 2019    |
| 42           | 12        | Toxic                     | Tasha Smith       | Leo Richardson                           | 27. března 2019    |
| 43           | 13        | The Reckoning             | Joe Leonard       | Kimberly Ann Harrison a Ruth Ferrera     | 3. dubna 2019      |
| 44           | 14        | Amazing Grace             | Mario Van Peebles | Nina Gloster                             | 10. dubna 2019     |
| 45           | 15        | Lean on Me                | Scott Peters      | Randy Huggins                            | 17. dubna 2019     |
| 46           | 16        | Square One                | Tasha Smith       | Rebecca Boss a Chris Masi                | 24. dubna 2019     |
| 47           | 17        | Proud Mary Keep On        | John Krokidas     | Jewel McPherson                          | 1. května 2019     |
| 48           | 18        | When the Levee Breaks     | Bille Woodruff    | Karin Gist a Kimberly Ann Harrison       | 8. května 2019     |